# The Tombs
The Tombs, littéralement en français : Les tombes, est le nom familier du Complexe de détention de Manhattan (Manhattan Detention Complex) (anciennement Bernard B. Kerik Complex pendant la période 2001-2006), une ancienne prison municipale située au 125 White Street dans le Lower Manhattan, à New York aux États-Unis. C'était également le surnom de trois anciennes prisons gérées par la ville dans l'ancien quartier de Five Points, dans le sud de Manhattan, dans une zone aujourd'hui connue sous le nom de Civic Center. 
The Tombs original est officiellement connu sous le nom de Halls of Justice, construit en 1838 dans un style architectural néo-égyptien, similaire à un mastaba. C'est peut-être ce style qui lui a valu le nom de The Tombs, bien qu'il existe d'autres théories. Le bâtiment est construit pour remplacer la prison Bridewell (en) de l'époque coloniale située dans le parc de l'hôtel de ville, construite en 1735. Par souci d'économie, la nouvelle structure incorpore des matériaux provenant de la prison Bridewell démolie.